# Saint-Pierreville
Saint-Pierreville es una comuna francesa situada en el departamento de Ardèche, en la región de Auvernia-Ródano-Alpes.

## Demografía
| 718 | 606 | 537 | 478 | 528 | 504 | 515 |
| Para los censos de 1962 a 1999 la población legal corresponde a la población sin duplicidades (Fuente: INSEE [Consultar]) |     |     |     |     |     |     |